# Peter Meaden
Peter Alexander Edwin Meaden (11 novembre 1941 - 29 juillet 1978) fut le premier manager du groupe britannique The Who dans les années 1960. Publicitaire, il fut également un acteur important de la scène Mods anglaise.
Il quitte le poste de manager des Who, remplacé par Chris Stamp et Kit Lambert, en 1966.
Il donna en 1975 une interview à Steve Turner du New Musical Express, devenue célèbre pour cette citation : "Modism, Mod living, is an aphorism for clean living under difficult circumstances". 
Après une dépression et des abus récurrents de drogues, Meaden meurt dans la maison de ses parents à Edmonton par overdose de barbituriques en 1978.